# Hiva-Oa (Polinesia Francesa)
Hiva-Oa es una comuna francesa situada en la subdivisión de Islas Marquesas, que forma parte de la colectividad de ultramar de Polinesia Francesa.

## Composición
Está formada por la unión de las dos comunas asociadas de Atuona y Puamau, que abarcan las islas de Hiva Oa, Terihi y Moho Tani y el volcán de Fatu Huku:
| Comuna asociada de Atuona      |                  |                  |                    |
| Fracción de la isla de Hiva Oa | Población (2012) | Superficie (km²) | Densidad (hab/km²) |
| Atuona                         | 1845             | -                | -                  |
| Islotes                        | Población (2012) | Superficie (km²) | Densidad (hab/km²) |
| Moho Tani                      | 0                | 15               | 0                  |
| Terihi                         | 0                | 0.15             | 0                  |
| Comuna asociada de Puamau      |                  |                  |                    |
| Fracción de la isla de Hiva Oa | Población (2012) | Superficie (km²) | Densidad (hab/km²) |
| Puamau                         | 345              | -                | -                  |
| Volcán                         | Población (2012) | Superficie (km²) | Densidad (hab/km²) |
| Fatu Huku                      | 0                | 1.3              | 0                  |

## Demografía
| Gráfica de evolución demográfica de Hiva-Oa entre 1971 y 2012 |
|                                                               |

Fuente: Insee

## Clima
| Parámetros climáticos promedio de Hiva-oa (1981–2010) | Parámetros climáticos promedio de Hiva-oa (1981–2010) | Parámetros climáticos promedio de Hiva-oa (1981–2010) | Parámetros climáticos promedio de Hiva-oa (1981–2010) | Parámetros climáticos promedio de Hiva-oa (1981–2010) | Parámetros climáticos promedio de Hiva-oa (1981–2010) | Parámetros climáticos promedio de Hiva-oa (1981–2010) | Parámetros climáticos promedio de Hiva-oa (1981–2010) | Parámetros climáticos promedio de Hiva-oa (1981–2010) | Parámetros climáticos promedio de Hiva-oa (1981–2010) | Parámetros climáticos promedio de Hiva-oa (1981–2010) | Parámetros climáticos promedio de Hiva-oa (1981–2010) | Parámetros climáticos promedio de Hiva-oa (1981–2010) | Parámetros climáticos promedio de Hiva-oa (1981–2010) |
| Mes                                                   | Ene.                                                  | Feb.                                                  | Mar.                                                  | Abr.                                                  | May.                                                  | Jun.                                                  | Jul.                                                  | Ago.                                                  | Sep.                                                  | Oct.                                                  | Nov.                                                  | Dic.                                                  | Anual                                                 |
| ----------------------------------------------------- | ----------------------------------------------------- | ----------------------------------------------------- | ----------------------------------------------------- | ----------------------------------------------------- | ----------------------------------------------------- | ----------------------------------------------------- | ----------------------------------------------------- | ----------------------------------------------------- | ----------------------------------------------------- | ----------------------------------------------------- | ----------------------------------------------------- | ----------------------------------------------------- | ----------------------------------------------------- |
| Temp. máx. abs. (°C)                                  | 35.3                                                  | 35.0                                                  | 35.0                                                  | 35.0                                                  | 34.7                                                  | 33.8                                                  | 33.0                                                  | 32.6                                                  | 34.2                                                  | 34.7                                                  | 35.0                                                  | 36.1                                                  | 36.1                                                  |
| Temp. máx. media (°C)                                 | 31.0                                                  | 31.3                                                  | 31.4                                                  | 31.0                                                  | 30.5                                                  | 29.5                                                  | 29.0                                                  | 29.0                                                  | 29.5                                                  | 30.2                                                  | 30.8                                                  | 31.1                                                  | 30.4                                                  |
| Temp. media (°C)                                      | 27.1                                                  | 27.4                                                  | 27.6                                                  | 27.4                                                  | 27.0                                                  | 26.3                                                  | 25.8                                                  | 25.7                                                  | 26.1                                                  | 26.4                                                  | 26.8                                                  | 27.1                                                  | 26.7                                                  |
| Temp. mín. media (°C)                                 | 23.2                                                  | 23.5                                                  | 23.8                                                  | 23.9                                                  | 23.5                                                  | 23.1                                                  | 22.6                                                  | 22.5                                                  | 22.6                                                  | 22.6                                                  | 22.8                                                  | 23.1                                                  | 23.1                                                  |
| Temp. mín. abs. (°C)                                  | 19.2                                                  | 18.3                                                  | 19.9                                                  | 19.8                                                  | 19.2                                                  | 18.5                                                  | 17.7                                                  | 16.8                                                  | 18.0                                                  | 18.0                                                  | 16.8                                                  | 17.5                                                  | 16.8                                                  |
| Lluvias (mm)                                          | 170.0                                                 | 163.2                                                 | 196.7                                                 | 191.3                                                 | 167.6                                                 | 156.3                                                 | 162.4                                                 | 138.1                                                 | 79.0                                                  | 91.9                                                  | 94.7                                                  | 88.2                                                  | 1699.4                                                |
| Días de lluvias (≥ 1 mm)                              | 13.7                                                  | 14.0                                                  | 16.0                                                  | 15.0                                                  | 14.9                                                  | 15.4                                                  | 17.1                                                  | 15.0                                                  | 11.9                                                  | 11.9                                                  | 11.6                                                  | 10.5                                                  | 167                                                   |
| Horas de sol                                          | 211.1                                                 | 200.3                                                 | 201.7                                                 | 193.6                                                 | 199.8                                                 | 179.5                                                 | 172.5                                                 | 185.4                                                 | 195.5                                                 | 218.7                                                 | 212.2                                                 | 229.2                                                 | 2399.3                                                |
| Fuente: Météo-France                                  |                                                       |                                                       |                                                       |                                                       |                                                       |                                                       |                                                       |                                                       |                                                       |                                                       |                                                       |                                                       |                                                       |